# الكتلة الشرقية

خريطة الكتلة الشرقية وما جاورها من دول محايدة ومناوئة

الكتلة الشرقية، أو كما عرفت أيضًا بالكتلة الشيوعية أو الكتلة الاشتراكية أو الكتلة السوفييتية، كانت مجموعة من الدول الشيوعية في أوروبا الوسطى والشرقية وشرق آسيا وجنوبها الواقعة تحت سيطرة الاتحاد السوفييتي خلال فترة الحرب الباردة بين عامي (1947 و1991) في مواجهة الكتلة الغربية الرأسمالية. بشكل عام، يشير مصطلح الكتلة الشرقية في أوروبا الغربية إلى الاتحاد السوفييتي والدول التابعة له من شرقي أوروبا في مجلس التعاون الاقتصادي (ألمانيا الشرقية وبولندا وتشيكوسلوفاكيا وهنغاريا ورومانيا وبلغاريا وألبانيا)، بينما في آسيا، تتألف الكتلة الشرقية من الجمهورية الشعبية المنغولية والجمهورية الاشتراكية الفيتنامية وجمهورية لاو الديمقراطية الشعبية وجمهورية كمبوتشيا الشعبية وجمهورية كوريا الديمقراطية الشعبية وجمهورية الصين الشعبية (قبل الانقسام الصيني السوفييتي الحاصل عام 1961). في الأمريكتين، تتألف الكتلة الشيوعية من جمهورية كوبا الكاريبية، منذ عام 1961.
امتُحنت سيطرة الاتحاد السوفييتي على الكتلة الشرقية خلال انقلاب تشيكوسلوفاكيا عام 1948 وانفصال تيتو-ستالين إثر كل من جمهورية يوغوسلافيا الاشتراكية الاتحادية والثورة الشيوعية الصينية عام 1949، ومشاركة الصين في الحرب الكورية.
بعد موت ستالين عام 1953، انتهت الحرب الكورية مع مؤتمر جنيف عام 1953، إذ شجعت معاداة السوفييت على قيام انتفاضة 1953 في ألمانيا الشرقية. بدأ الانفصال في الكتلة الشرقية في عام 1956 مع خطاب نيكيتا خروتشوف المعادي لستالين «على عبادة الشخصية وآثارها». كان ذلك الخطاب عاملًا في قيام الثورة الهنغارية عام 1956، التي قمعها الاتحاد السوفييتي. منح الانفصال الصيني السوفيتي كلًا من كوريا الشمالية وفيتنام الشمالية مزيدًا من الاستقلالية وساهم أيضًا في انفصال ألبانيا عن الاتحاد السوفييتي. ساهمت أزمة صواريخ كوبا في حفظ الثورية الكوبية من التراجع من قبل الولايات المتحدة، إلا أن فيديل كاسترو أصبح أكثر استقلالية من الاتحاد السوفييتي بعدها، خصوصًا خلال فترة التدخل الكوبي في أنغولا عام 1975. في ذلك العام، جدد النصر في الهند الصينية الفرنسية سابقًا -في أعقاب حرب فيتنام- الثقة بعد توتر العلاقات مع الزعيم السوفييتي ليونيد بريجنيف إثر اجتياح تشيكوسلوفاكيا عام 1968 بهدف قمع «ربيع براغ». ذلك ما دفع جمهورية ألبانيا الشعبية الاشتراكية إلى الانسحاب من حلف وارسو، والوقوف بصف ماو تسي تونغ إلى حين الانقسام الألباني الصيني.
وفقًا لمبدأ بريجنيف، حفظ الاتحاد السوفيتي حق التدخل في الدول الاشتراكية الأخرى. في المقابل، اتجهت الصين نحو الولايات المتحدة فيما تلى صراع الحدود السوفيتية الصينية والإصلاح الاقتصادي الصيني، فيما شهدت الكتلة الشرقية عصر الركود إذا ما قورنت برأسمالية العالم الأول. ساهمت الحرب السوفيتية في أفغانستان في توسيع الكتلة الشرقية، ولكن أثبتت الحرب عدم نجاحها ومدى كلفتها الشديدة على السوفييت، والمواجهة التي لاقتها في أوروبا الشرقية من قبل المقاومة المدنية متمثلة بحركة تضامن (اتحاد نقابة العمال البولندي). في أواخر ثمانينيات القرن الماضي، سعى القائد السوفييتي ميخائيل غورباتشوف إلى تحقيق كل من سياستي غلاسنوست (الانفتاح) وبيريسترويكا (إعادة الهيكلة)؛ بهدف إصلاح الكتلة الشرقية وإنهاء الحرب الباردة التي جلبت مزيدًا من الاضطراب في مختلف أنحاء الكتلة. على عكس القادة السوفييت السابقين الذين مروا في أعوام 1953 و1956 و1968، رفض غورباتشوف استخدام للقوة في إنهاء ثورات 1989 ضد حكم الماركسية اللينينية في أوروبا الشرقية. أدى انهيار جدار برلين وإنهاء حلف وارسو إلى انتشار كل من المُثُل القومية والليبرالية عبر الاتحاد السوفييتي الذي ما لبث أن تفكك في نهاية عام 1991. أطلقت نخبة من المحافظين الشيوعيين محاولة الانقلاب السوفيتية عام 1991، التي عجلت من إنهاء الحكم الماركسي اللينيني في أوروبا الشرقية. شهدت مظاهرات ساحة تيانانمن قمعًا عنيفًا من قبل الحكومة الشيوعية هناك، والتي شدت قبضتها على السلطة.
على الرغم من اعتبار كل من الاتحاد السوفييتي ومنافسه الولايات المتحدة أوروبا الجبهة الأكثر أهمية في الحرب الباردة، كان يستعمل مصطلح الكتلة الشرقية كثيرًا بالتبادل مع مصطلح العالم الثاني (دول المعسكر الشيوعي). هذا الاستعمال الواسع للمصطلح لم يتضمن فقط كلًا من الصين الماوية وكمبوديا، بل أيضًا عددًا من أتباع السوفييت -التي لم تدم طويلًا- مثل جمهورية تركستان الشرقية الثانية (1944 - 1949) وجمهورية أذربيجان الشعبية وجمهورية مهاباد (1949)، إضافة إلى الدول الماركسية اللينينية التي تأرجحت بين دول العالم الثاني والثالث قبل نهاية الحرب الباردة مثل: جمهورية اليمن الديمقراطية الشعبية (منذ عام 1967) وجمهورية الكونغو الشعبية (منذ عام 1969) وجمهورية بنين الشعبية وجمهورية أنغولا الشعبية وجمهورية موزمبيق الشعبية منذ عام 1975 والحكومة الثورية الشعبية في غرناطة بين عامي 1979 و1983 والحكومة العسكرية المؤقتة لإثيوبيا الاشتراكية منذ عام 1974 والجمهورية الشعبية الصومالية منذ عام 1969 إلى حرب أوغادين عام 1977. اتّهمت العديد من الدول من قبل الكتلة الغربية بكونها من ضمن الكتلة الشرقية على الرغم من كونها جزءًا من حركة عدم الانحياز. شمل التعريف الأكثر حدودية للكتلة الشرقية فقط دول حلف وارسو والجمهورية الشعبية المنغولية بكونها الدول الأكثر تبعية سابقًا التي هيمن عليها الاتحاد السوفييتي. كانت كوريا الشمالية خاضعة بنفس المفهوم قبل الحرب الكورية، وساهمت المساعدة السوفييتية في فرض فيتنام سيطرتها على كل من لاوس وكمبوديا حتى نهاية الحرب الباردة. كانت مواجهة كوبا للسيطرة السوفييتية الكاملة جديرة بالملاحظة لدرجة استبعادها كليًّا من كونها دولة تابعة للاتحاد السوفييتي، إذ تدخلت أحيانًا بدول من العالم الثالث حتى مع معارضة موسكو لذلك.
الدول الشيوعية الوحيدة الباقية هي الصين وفيتنام وكوبا وكوريا الشمالية ولاوس. كانت التجربة الاشتراكية لهذه الدول أكثر محاذاةً مع معاداة الاستعمار من كونها ضد التقسيم العالمي (شمال وجنوب) أو معادية للإمبريالية باتجاه الغرب بدلًا من احتلال الجيش الأحمر للكتلة الشرقية السابقة. شهدت جميع الدول الشيوعية الباقية إعادة هيكلة اقتصادية بدرجات مختلفة. عادة ما توصف كل من الصين وفيتنام بكونهما أكثر رأسمالية من كوبا ولاوس وكوريا الشمالية المجاهرة بالفكر الستاليني. ما زالت كل من كمبوديا وكازاخستان تحت حكم نفس قادة الكتلة الشرقية خلال الحرب الباردة، إلا أنهم لا يعترفون رسميًا بكونهم دول ماركسية لينينية. كانت تلك هي الحالة سابقًا في دول الاتحاد السوفييتي الزميلة كازاخستان مثل أوزبكستان حتى عام 2016، وتركمانستان حتى عام 2006، وقيرغيزستان حتى عام 2005، وأذربيجان وجورجيا حتى عام 2003. كان جميع رؤساء روسيا بعد الاتحاد السوفييتي أعضاء في الحزب الشيوعي للاتحاد السوفيتي (بوريس يلتسن قبل عام 1990 وفلاديمير بوتين وديمتري ميدفيديف قبل عام 1991). تعَد أذربيجان دولة سلطوية يسيطر عليها الحزب الحاكم، وتعَد كوريا الشمالية نظامًا شموليًا بنظام الحزب الواحد يتوارث فيه السلطة قادته من الكتلة الشرقية، إلا أن كلا الدولتين مسحت من دساتيرها كل ما له علاقة بالشيوعية.

## ظهور المصطلح
قد يكون استخدام مصطلح الكتلة الشرقية بعد عام 1991 محصورًا بالإشارة إلى الدول المشكلة لحلف وارسو بين عامي 1955 و1991 ومنغوليا بين عامي 1924 و1992، والتي لا تعد اليوم دولًا شيوعية. أحيانًا يُشار إليهم بشكل عام بكونهم «دول أوروبا الشرقية تحت الشيوعية»، ما عدا منغوليا، لكن مضافًا إليها يوغسلافيا وألبانيا اللتان انفصلتا عن الاتحاد السوفييتي في ستينيات القرن الماضي.

## الثورات

### انتفاضة ألمانيا الشرقية عام 1953
حصلت زيادة كبيرة في الهجرة (تمثلت على شكل الفرار من الجمهورية وهجرة الأدمغة) من ألمانيا الشرقية بعد ثلاثة أشهر من وفاة جوزيف ستالين خلال النصف الأول من عام 1953. سافر عدد كبير من الألمان الشرقيين غربًا من خلال قطاع برلين الحدودي وهي «الثغرة» الوحيدة الباقية ضمن قيود الهجرة المفروضة في الكتلة الشرقية. أعلنت الحكومة الألمانية الشرقية بعد ذلك عن رفع «المعايير» وهي القيمة التي فرِض على كل عامل إنتاجها بنسبة 10%. أثار ذلك غضب الألمان الشرقيين الساخطين أصلًا والذين كان بمقدورهم رؤية النجاح الاقتصادي النسبي لألمانيا الغربية ضمن برلين. شرع عمال البناء الغاضبين بمظاهرات في الشوارع وسرعان ما انضم إليهم آخرون في مسيرة نحو مقرات نقابة برلين العمالية.
وافقت الحكومة الألمانية الشرقية على التراجع عن الزيادة في «المعايير» بحلول الساعة الثانية مساءً، وذلك رغم عدم تحدث مسؤولين معهم في ذلك الموقع. ومع ذلك فإن الأزمة كانت قد تفاقمت حتى غدت مطالبها الحالية سياسية إذ تضمنت إجراء انتخابات حرة وحل الجيش واستقالة الحكومة. سجل حدوث إضرابات ف 317 موقعًا شارك فيها 400 ألف تقريبًا بحلول يوم 17 يونيو. فر السكرتير العام لحزب الوحدة الاشتراكية الألماني فالتر أولبريشت من برلين بعدما أضرم العمال المضربون النار في مباني الحزب ومزقوا العلم من على بوابة براندنبورغ.
أعلِنت حالة الطوارئ الكبرى واقتحم الجيش الأحمر السوفيتي بعض المباني المهمة. بلغت الدبابات السوفيتية المدينة في ظرف ساعات ولكنها لم تسارع إلى إطلاق النار على جميع العمال بصورة فورية. إذ لجِأ عوضًا عن ذلك إلى فرض ضغط تدريجي عليهم. بلغ عدد القوات المنتشرة 16 فرقة سوفيتية تقريبًا ونحو 20 ألف جندي من مجموعة القوات السوفيتية في ألمانيا الذين كانوا مجهزين بدبابات بالإضافة إلى 8 آلاف عضو من شرطة الشعب. كان من الصعب تجنب سفك الدماء بصورة تامة إذ بلغ التعداد الرسمي للضحايا 21 قتيلًا، في حين كان التعداد الحقيقي لمن قضوا في الأحداث أكبر بكثير. أتبع قمع الانتفاضة اعتقال 20 ألف شخص وإعدام 40 آخرون.

### الثورة المجرية عام 1956
أعقب وفاة ستالين في عام 1953 فترة من اجتثاث الستالينية في المجر، ورافق ذلك تبوء الإصلاحي إيمري ناغ لسدة الحكم ليحل محل الديكتاتور الستاليني ماتياش راكوشي. عينت الحكومة البولندية الإصلاحي المؤهل حديثًا فواديسواف غوموكا سكرتيرًا أولًا لحزب العمال البولندي الموحد في شهر أكتوبر من عام 1956، وذلك تجاوبًا مع المطالب الشعبية ومنحته تفويضًا خوله التفاوض مع الحكومة السوفيتية على تنازلات تجارية وتخفيض في أعداد القوات السوفيتية. أذعن السوفييت في النهاية لمطالب غوموكا الإصلاحية بعض بضعة أيام من المفاوضات المحتدمة في يوم 19 أكتوبر.
قامت الثورة بعدما جمع طلاب من الجامعة التقنية قائمة بمطالب الثوريين المجريين في عام 1956، ونظموا احتجاجات دعمًا لهذه المطالب يوم 22 أكتوبر. تضاعفت أعداد المتظاهرين لتبلغ المئتي ألف بحلول الساعة السادسة من مساء اليوم التالي. تضمنت المطالب إجراء انتخابات حرة بنظام الاقتراع السري وضمان استقلال المحاكم والتحقيق في نشاطات ستالين وراكوشي على الأراضي المجرية، بالإضافة إلى «إزالة تمثال ستالين الذي كان رمزًا للطغيان الستاليني والقمع السياسي في أسرع وقت ممكن». وبحلول الساعة التاسعة والنصف مساءً، أسقِط تمثال ستالين واحتفلت الحشود المبتهجة من خلال وضع الأعلام المجرية على حذاء ستالين وهو ما بقي من تمثاله. استدعيت سلطة حماية الدولة المجرية بيد أن الجنود المجريين وقفوا إلى جانب الحشد ضد سلطة حماية الدولة وأعقب ذلك فتح الرصاص على الحشود.
دخلت الدبابات السوفيتية بودابست تنفيذًا لأوامر صادرة عن وزير الدفاع السوفيتي جورجي جوكوف بحلول الساعة الثانية صباحًا من يوم 24 أكتوبر. وأفضت هجمات المتظاهرين في البرلمان إلى حل الحكومة. توصل الطرفان إلى اتفاق لوقف إطلاق النار يوم 28 أكتوبر، وانسحبت بعدها معظم القوات السوفيتية من بودابست إلى ثكناتها في الريف المجري في يوم 30 أكتوبر. توقفت معظم الأعمال القتالية في الفترة ما بين يوم 28 أكتوبر ويوم 4 نوفمبر، بيد أن معظم المجريين ظنوا بأن وحدات القوات المسلحة السوفيتية كانت بالفعل قد انسحبت من المجر.
أعلنت الحكومة الجديدة التي وصلت إلى السلطة خلال الثورة عن الحل الرسمي لسلطة حماية الدولة فضلًا عن نيتها الانسحاب من حلف وارسو وتعهدها بإجراء انتخابات حرة. تحرك المكتب السياسي للحزب الشيوعي السوفيتي بعد ذلك من أجل سحق الثورة. غزت قوة سوفيتية كبيرة بودابست ومناطق أخرى من البلاد يوم 4 نوفمبر. دعت آخر جيوب المقاومة إلى وقفٍ لإطلاق النار يوم 10 نوفمبر. قتِل أكثر من 2,500 عنصر من القوات المجرية والسوفيتية فضلًا عن إصابة آلاف غيرهم.
تعرض آلاف المجريون للسجن والاعتقال والترحيل إلى الاتحاد السوفيتي وقاسى العديد منهم الأمرين دون دليل بحقهم. نزح نحو مئتي ألف شخص تقريبًا من المجر، وعملت حكومة يانوش كادار الجديدة التي نصبها السوفييت على محاكمة نحو 26 ألف مجري وزجت بـ13 ألفًا منهم في السجون. أعدِم إيمري ناغ مع كل من بال ماليتر وميكلوش غيمش بعد محاكمتهم سرًا في شهر يونيو من عام 1958. ودفنت جثامينهم في قبور لا تحمل شواهد في مقبرة البلدية خارج بودابست. استطاعت الحكومة الجديدة التي نصبها السوفييت قمع كافة أشكال المعارضة العامة بحلول شهر يناير من عام 1957.

### ربيع براغ وغزو تشيكوسلوفاكيا عام 1968
عاشت تشيكوسلوفاكيا فترة من التحرر السياسي حملت اسم ربيع براغ خلال عام 1968. أثار هذا الحدث جملة من الأحداث ومن ضمنها الإصلاحات الاقتصادية التي عالجت التقهقر الاقتصادي الحاصل في مطلع ستينيات القرن العشرين. بدأ ربيع براغ مع وصول الإصلاحي سلوفاك ألكسندر دوتشيك للسلطة في 5 يناير عام 1968. أعلن دوتشيك عن حزمة تدابير تحررية في أبريل تضمنت زيادة في حرية الصحافة وحرية التعبير وحرية التنقل بالإضافة إلى التأكيد الاقتصادي على السلع الاستهلاكية واحتمال توطيد التعددية الحزبية في الحكومة والحد من صلاحية الشرطة السرية.
تفاوتت ردود الفعل الأولية ضمن الكتلة الشرقية إذ عبر زعيم المجر يانوش كادار عن دعمه لها، في حين أبدى الزعيم السوفيتي ليونيد بريجنيف وآخرون قلقهم إزاء إصلاحات دوتشيك التي خشيوا من إمكانية إضعافها لموقف الكتلة الشرقية إبان الحرب الباردة. اجتمع ممثلون عن الاتحاد السوفيتي وألمانيا الشرقية وبولندا والمجر وبلغاريا وتشيكوسلوفاكيا في براتيسلافا يوم 3 أغسطس، ووقعوا على إعلان براتيسلافا الذي أكد على إخلاصهم الراسخ للماركسية اللينينية والأممية البروليتارية معلنين نضالهم الدؤوب ضد الأيديولوجيا «البرجوازية» والقوى «المعادية للاشتراكية».
قامت جيوش جمعت في صفوفها خمس دول أعضاء في حلف وارسو ضمن الكتلة الشرقية (الاتحاد السوفيتي وبولندا وألمانيا الشرقية والمجر وبلغاريا) بغزو تشيكوسلوفاكيا في ليلة 20-21 أغسطس عام 1968. جاء الغزو متوافقًا مع مبدأ بريجنيف وهي سياسة قامت على إجبار دول الكتلة الشرقية على تطويع مصالحها الوطنية مع مصالح الكتلة ككل، وممارسة السوفييت حقهم في التدخل في حال تحولت إحدى دول الكتلة الشرقية نحو الرأسمالية. أتبع الغزو موجة من الهجرة التي شملت فرار سبعين ألف تشيكوسلوفاكي في بادئ الأمر، وبلغ مجموع المهاجرين الفارين في نهاية المطاف ما يناهز الثلاثمئة ألف.
حل غوستاف هوساك محل دوتشيك في منصب السكرتير الأول وبدأت فترة من «التطبيع» في أبريل عام 1969. أبطل هوساك إصلاحات دوتشيك وأزال الأعضاء الليبراليين من الحزب وأقال المعارضين من مناصبهم الحكومية وأعاد للسلطات الأمنية صلاحياتها السابقة وسعى لإعادة مركزة الاقتصاد وإرجاع الحظر الموضوع على التعليق السياسي في وسائل الإعلام الرئيسية ومن قبل الأشخاص الذين لم يعتبروا «جديرين تمامًا بالثقة السياسية».